# 野中堅太
野中 貫太（のなか かんた、1986年8月7日 - ）は、日本の俳優。ロ・ロール所属。福岡県出身。身長171cm、体重59kg。

## 出演

### 映画
- キネマ超特急〜シベリア超特急番外編〜（2014年、加門幾生監督） - 安藤雄也役
- 土竜の唄 香港狂騒曲（2016年12月23日、三池崇史監督）

### テレビ
- HIROZの日本元気劇場（2012年、石川テレビ）
- HiGH&LOW〜THE STORY OF S.W.O.R.D.〜シーズン2　第8話（2016年6月12日、日本テレビ）

### 舞台
- ラブ★ガチャ DE SHOW（2011年12月、日本元気劇場）演出・構成：芳本美代子
- リバーサイドストーリー（2014年8月、スタジオD2公演）
- 空飛ぶコーポレーション（2015年1月13日-1月18日、HiRunder公演）[1]

### CM
- 日本元気劇場（2011年）
- 大江戸温泉物語片山津温泉ながやま（2012年）
- 富士紡（2016年）
- Peugeot　体感試乗キャンペーン（2016年）
- ゲオ（2016年）

### その他
- WEB　YouTube『たつやのび太のお遊戯会』（2013年）
- WEB　POLA（2016年）
- VP　PlayStation　FES（2016年）
- Vシネマ　東京地下女子刑務所4（2016年）
- イベント　シベ超 day（2014年、新宿ゴールデン街劇場）